# Euthycaelus cunampia
Espèce
Euthycaelus cunampia est une espèce d'araignées mygalomorphes de la famille des Theraphosidae.

## Distribution
Cette espèce est endémique du département de Chocó en Colombie,. Elle se rencontre vers Bahía Solano.

## Description
Le mâle holotype mesure 20,78 mm.

## Systématique et taxinomie
Cette espèce a été décrite par Echeverri, Gómez Torres, Pinel et Perafán en 2023.

## Étymologie
Cette espèce est nommée en l'honneur de José et Antonio Cunampia.

## Publication originale
- Echeverri, Gómez Torres, Pinel & Perafán, 2023 : « Four new species of mygalomorph spiders (Araneae, Halonoproctidae and Theraphosidae) from the Colombian Pacific region (Bahía Solano, Chocó). » ZooKeys, vol. 1166, p. 49-90 (texte intégral).